# Коутинью, Антониу Шавьер Перейра
Анто́ниу Шавье́р Пере́йра Коути́нью (порт. António Xavier Pereira Coutinho, 1851—1939) — португальский ботаник и агроном.

## Биография
Родился в Лиссабоне 11 июня 1851 года. Учился в Лиссабонском сельскохозяйственном институте, в 1874 году окончил его. Затем Коутинью работал агрономом в округе Браганса.
С 1878 года А. Перейра Коутинью руководил химическими лабораториями Сельскохозяйственного института. Затем он был назначен главным лесоводом округа Браганса. С 1893 года Перейра Коутинью был профессором ботаники Лиссабонского сельскохозяйственного института.
Скончался 27 марта 1939 года.
Гербарные образцы, собранные А. Перейрой Коутинью, хранятся в Высшем институте агрономии (LISI) и Музее естественной истории и естественных наук (LISU) в Лиссабоне, а также в Коимбрском университете (COI).

## Некоторые научные работы
- Pereira Coutinho A.X. Curso de silvicultura. — Lisboa, 1886. — 425 p.
- Pereira Coutinho A.X. Os Quercus de Portugal. — Coimbra, 1888. — 77 p.
- Pereira Coutinho A.X. As Juncáceas de Portugal. — Coimbra, 1890. — 69 p.
- Pereira Coutinho A.X. Contribuições para o estudo da Flora Portugueza. — Coimbra, 1892. — 79 p.
- Pereira Coutinho A.X. A flora de Portugal. — Paris, Lisboa, 1913. — 766 p.
- Pereira Coutinho A.X. Eubasidiomycetes lusitanici. — Lisboa, 1919. — 195 p.

## Некоторые виды, названные в честь А. Перейры Коутинью
- Centaurea coutinhoi Franco, 1984
- Linaria coutinhoi Valdés, 1970